# Metapa (Chiapas)
Pour les articles homonymes, voir Metapa.
Metapa est une municipalité du Chiapas, au Mexique. Elle couvre une superficie de 101,8 km2 et compte 5 743 habitants en 2015.